# Janusz Dłużniakiewicz

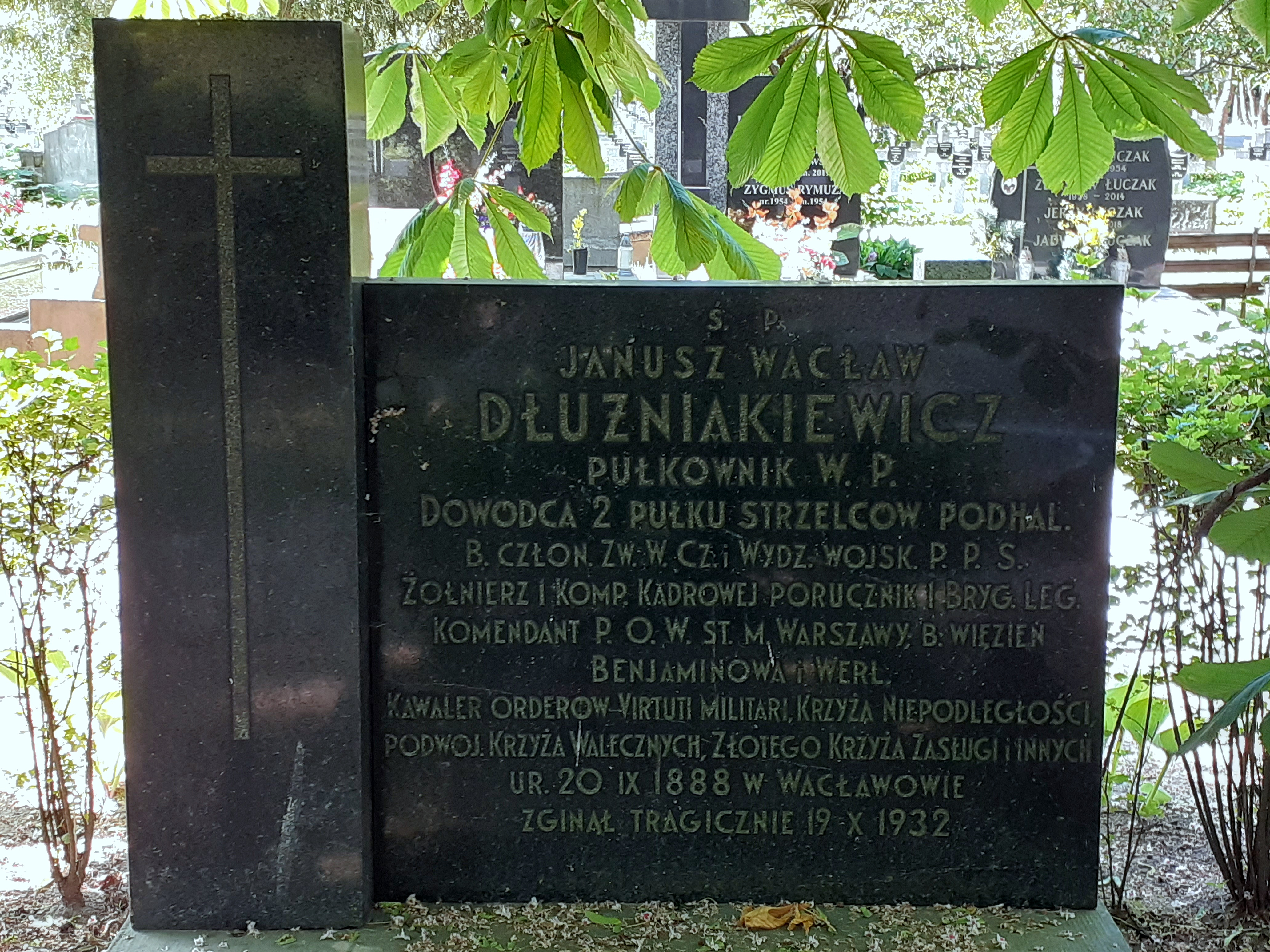
Grób płk. Janusza Dłużniakiewicza

Janusz Wacław Dłużniakiewicz, ps. Sęp (ur. 1 października 1888 w Wacławowie, zm. 19 października 1932 pod Kuńkowcami) – pułkownik piechoty Wojska Polskiego, działacz niepodległościowy, kawaler Orderu Virtuti Militari.

## Życiorys
Urodził się 1 października 1888 w majątku Wacławów, w ówczesnej guberni kaliskiej, w rodzinie Zygmunta i Janiny z domu Golcz. Naukę rozpoczął w Męskim Gimnazjum Klasycznym w Kaliszu, ale został z niego usunięty za uczestnictwo w strajku szkolnym (1905). Naukę kontynuował w polskiej Szkole Handlowej w Kaliszu, w której w 1908 złożył egzamin dojrzałości. Następnie podjął studia na Uniwersytecie we Fryburgu w Szwajcarii.
Działał w organizacjach niepodległościowych, był jednym z przywódców stowarzyszenia „Filarecja”, działał w PPS – Frakcji Rewolucyjnej, Związku Walki Czynnej. W ramach Związku Strzeleckiego ukończył szkołę podoficerską i oficerską.
Na I wojnę światową wyruszył 6 sierpnia 1914 z krakowskich Oleandrów w składzie 2 plutonu 1 Kompanii Kadrowej. Następnie walczył w szeregach 1 pułku piechoty Legionów. 9 października 1914 został mianowany podporucznikiem. Wyróżnił się 19 maja 1915 w bitwie pod Konarami, w której został ranny. 2 lipca 1915 został awansowany na porucznika. W szeregach I Brygady Legionów Polskich był dowódcą plutonu, następnie dowódcą kompanii. W listopadzie 1916 zaangażował się w działalność Polskiej Organizacji Wojskowej, działał jako komendant placu w Warszawie, później w okręgu łomżyńskim. W lipcu 1917 został aresztowany i następnie był internowany w Beniaminowie i Werlu aż do schyłku wojny do końca października 1918.
Po odzyskaniu wolności w listopadzie 1918 wstąpił do Wojska Polskiego i był dowódcą batalionu w 23 pułku piechoty. Od stycznia 1919 w szeregach 32 pułku piechoty walczył na froncie wołyńskim. W sierpniu 1919 przeniesiony do 3 pułku piechoty Legionów i walczył na froncie litewsko-białoruskim w wojnie polsko-bolszewickiej. 15 lipca 1920 został zatwierdzony z dniem 1 kwietnia 1920 w stopniu majora, w piechocie, w grupie oficerów byłych Legionów Polskich. Od sierpnia 1920 był dowódcą batalionu w 11 pułku piechoty.
Po zakończeniu działań wojennych pozostał w wojsku jako oficer zawodowy i kontynuował służbę w 11 pp. 3 maja 1922 został zweryfikowany w stopniu majora ze starszeństwem od 1 czerwca 1919 i 218. lokatą w korpusie oficerów piechoty. 10 lipca tego roku został przeniesiony do 28 pułku piechoty w Łodzi i zatwierdzony na stanowisku dowódcy batalionu. W marcu 1923 został przeniesiony do 1 pułku piechoty Legionów w Wilnie na stanowisko zastępcy dowódcy pułku. 1 grudnia 1924 prezydent RP nadał mu stopień podpułkownika z dniem 15 sierpnia 1924 i 50. lokatą w korpusie oficerów piechoty. 3 listopada 1926 objął dowództwo 33 pułku piechoty w Łomży. 24 grudnia 1929 prezydent RP nadał mu z dniem 1 stycznia 1930 stopień pułkownika w korpusie oficerów piechoty i 11. lokatą. 31 marca 1930 został wyznaczony na stanowisko dowódcy 2 pułku strzelców podhalańskich w Sanoku.
Był szanowany i ceniony zarówno wśród żołnierzy, jak również mieszkańców Sanoka. Uprawiał sport. Miał żonę i syna.
19 października 1932 około godz. 11 utonął w Sanie pod Kuńkowcami, gdy w czasie wycieczki kajakowej przez podmuch wiatru przewrócił się kajak z żaglem; początkowo podróżujący z nim ppor. Aleksander Florkowski wyciągnął go z toni wodnej i usadowił na kajaku, lecz następnie pułkownik wskutek wyczerpania osunął się i utonął. Ciało pułkownika zostało odnalezione 21 października 1932 w okolicach Jarosławia, po czym zostało przewiezione koleją do Sanoka. 24 października 1932 został pochowany na sanockim cmentarzu. W późniejszym czasie jego szczątki zostały przeniesione na warszawski Cmentarz Wojskowy na Powązkach (kwatera 5A-7-9).
W 1923 otrzymał zezwolenie na zawarcie związku małżeńskiego z Teresą Teofilą Sokołowską z domu Buryan (1889-1980), którą poślubił 23 września 1923. Jego syn Zdzisław, ps. Jasiek (1928–1944), żołnierz pułku AK „Baszta”, poległ w powstaniu warszawskim.

## Ordery i odznaczenia
- Krzyż Srebrny Orderu Wojskowego Virtuti Militari nr 7071 – 17 maja 1922[32]
- Krzyż Niepodległości – 13 kwietnia 1931 „za pracę w dziele odzyskania niepodległości”[33][34]
- Krzyż Walecznych dwukrotnie
- Złoty Krzyż Zasługi – 10 listopada 1928[35]
- Medal Pamiątkowy za Wojnę 1918–1921
- Medal Dziesięciolecia Odzyskanej Niepodległości
- Odznaka „Za wierną służbę”[36]
- Odznaka Pamiątkowa „Pierwszej Kadrowej”[37]
- Państwowa Odznaka Sportowa[36]